# Post-PC-Ära

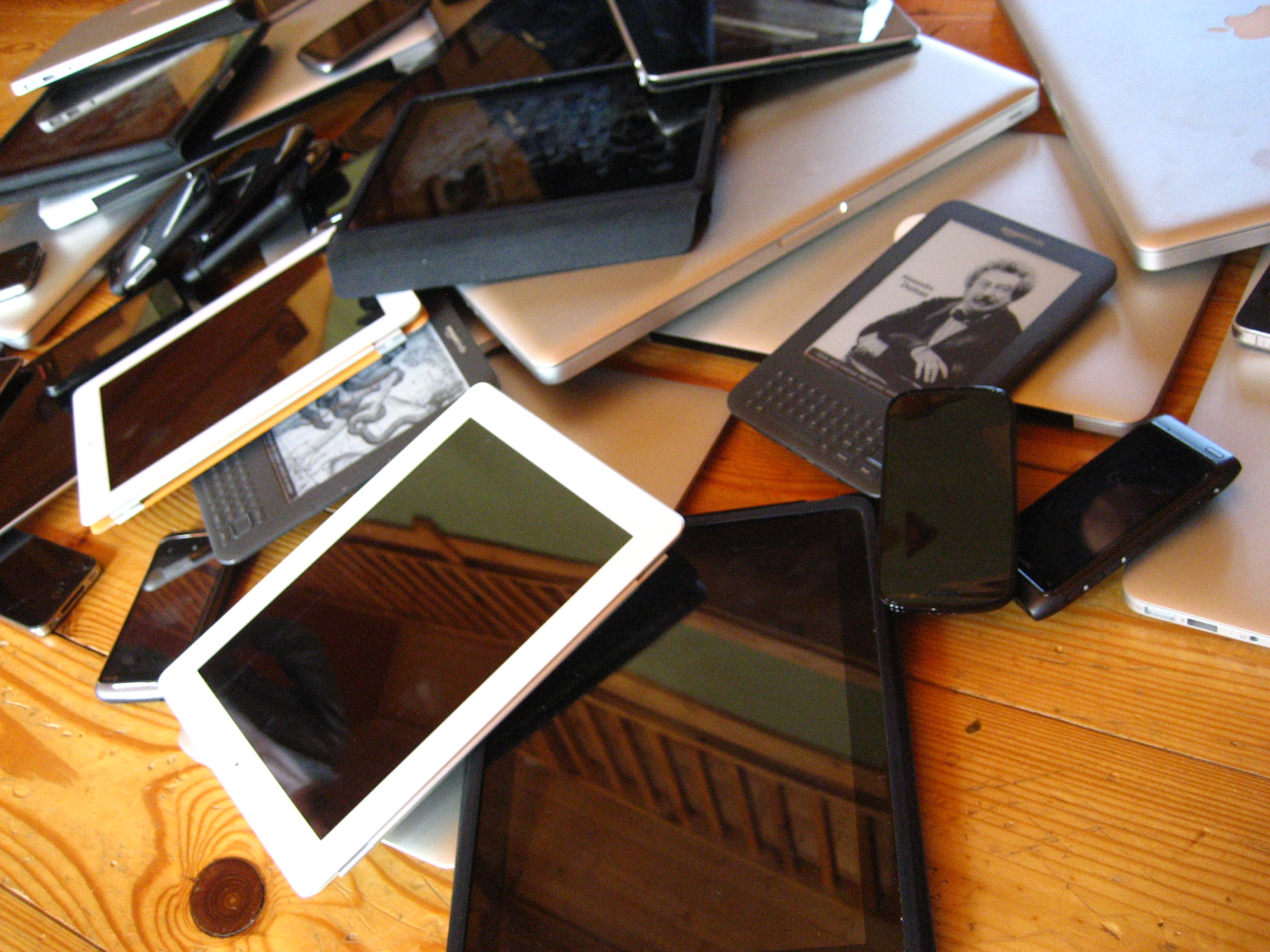
Eine Auswahl verschiedener mobiler Endgeräte („Post-PC-Geräte“) wie Smartphones, Tablets, Notebooks und E-Books

Der Begriff Post-PC-Ära (engl. post-PC era) bezeichnet die Entwicklung, dass Desktop-Computer in ihrer Popularität und Nutzung zunehmend von Mobilgeräten wie Smartphones, Tablets, Notebooks und Smartwatches, so genannten Post-PC-Geräten (engl. post-PC devices), verdrängt werden.

## Geschichte
Geprägt wurde der Begriff 1999 vom US-amerikanischen Informatiker David D. Clark. Der ehemalige Apple-CEO Steve Jobs sprach bei der Präsentation des iPad 2 im Jahr 2011 erstmals von Post-PC-Geräten, die „einfacher und intuitiver sein [müssten] als ein PC“. Dies gilt als der Moment, in dem der Begriff erstmals größere Bekanntheit erlangte.
Gemessen an den reinen Verkaufszahlen haben Post-PC-Geräte traditionelle Desktop-PCs bereits 2011 überholt. Im Oktober 2016 konnten erstmals mehr Webseiten-Aufrufe von Smartphones und Tablets verzeichnet werden als von Desktops und Notebooks.
Als entscheidender Faktor, der zum rasanten Wachstum der Nutzung von Mobilgeräten seit den späten 2000er- und frühen 2010er-Jahren geführt hat, gilt die Tatsache, dass sich viele Menschen in Entwicklungsländern erst nach Beginn der Post-PC-Ära digitale Endgeräte leisten konnten und deshalb dort zahlreiche Verbraucher im Gegensatz zur westlichen Welt die Ära der Desktop-PCs größtenteils „übersprungen“ haben. So sei der in westlichen Ländern vorherrschende Fokus auf Desktop-PCs in weiten Teilen der übrigen Welt nicht vorhanden und Mobilgeräte dort weit verbreiteter als Desktop-PCs.

## Kritik
Die Existenz einer vermeintlichen Ära, in der PCs nach und nach durch mobile Geräte ersetzt und dadurch für einen Großteil der Nutzer obsolet werden, wurde seit Mitte der 2010er-Jahre zunehmend infrage gestellt.
Nach dem enormen Umsatzwachstum von mobilen Endgeräten Anfang der 2010er-Jahre wurde zunächst erwartet, dass zahlreiche Nutzer von PCs und Notebooks nahezu vollständig auf Smartphones und Tablets umsteigen würden, was jedoch in diesem Ausmaß nie der Fall war. Es habe sich bei den hohen Verkaufszahlen von Mobilgeräten im Vergleich zu Desktop-PCs vielmehr um einen kurzfristigen Markttrend gehandelt, da diese während der späten 2000er-Jahre neu aufkamen und sich in den frühen 2010er-Jahren in der breiten Masse durchsetzen konnten, was insbesondere daran erkennbar sei, dass die Verkäufe von Post-PC-Geräten seit Ende der 2010er wieder rückläufig seien.
Laut dem Marktanalysten Ted Schadler gäbe es keine Post-PC-Ära, sondern lediglich eine, in der mehrere Endgeräte mit verschiedenen Einsatzbereichen koexistieren.
Kritiker des Konzepts merken außerdem an, dass mobile Geräte zwar PCs in ihrer Gesamtnutzung überholt haben, letztere jedoch aufgrund ihrer höheren Leistung für anspruchsvollere Anwendungen nach wie vor für viele Nutzer ihr präferiertes Gerät seien.
Ebenso bedeute die Post-PC-Ära trotz einer fortschreitenden Verschiebung der Prioritäten von Herstellern hin zu mobilen Geräten nicht, dass der PC-Markt als solcher schrumpfe.